# All You Can Dream
All You Can Dream è un film del 2012 prodotto e diretto da Valerio Zanoli.

## Trama
Suzie è una ragazza di 17 anni con qualche chilo di troppo. Per via del suo peso e della sua scarsa autostima, viene spesso derisa a scuola. Da quando i genitori si sono separati, Suzie vive da sola con la madre, con cui litiga continuamente. Grazie all'amicizia con un ragazzo di nome Colin, all'arrivo in casa della nonna, e ai consigli di Anastacia che talvolta le appare come una sorta di angelo custode, Suzie inizia pian piano a cambiare le sue abitudini e ad acquisire fiducia in se stessa e nei suoi sogni. Si iscrive così ai provini per il talent show "All You Can Dream", dove, con sua grande sorpresa, incontrerà proprio il suo idolo Anastacia.

## Produzione
Il film è stato prodotto e diretto da Valerio Zanoli. Il budget stimato per questo film è di circa 3.000.000 di dollari.

## Colonna sonora
Nella colonna sonora è presente Annalisa Minetti con il brano Crederai.

## DVD
Nell'edizione DVD ci sono contenuti di approfondimento, quali: backstage: Green Screen, Anastacia timelapse, scena tagliata, ringraziamenti, foto dal set, music video If I could dream, anteprima italiana, trailer italiano, trailer The Space Cinema, teaser, trailer inglese, galleria fotografica, premiere americana, videoclip con Annalisa Minetti.